# Силла, Алиа
Алиа Силла (фр. Alia Sylla; род. 4 сентября 1988, Конакри) — гвинейский футболист, игрок в мини-футбол, нападающий.

## Карьера
Родился в Гвинее, но потом вместе с семьёй переехал в Марсель. Из-за разногласий с отцом, который настаивал на продолжении сыном образования, вернулся обратно в Гвинею, чтобы профессионально заниматься футболом. После нескольких лет игры дома переехал в Россию. Был на просмотре в московском «Локомотиве», но не прошёл отбор. Не сумев заключить профессиональный контракт, стал играть на любительском уровне. Выступал за подмосковные команды «Чайка» из Юбилейного и «Веста» из Королёва.
В Москве его заметил Махмаджон Хабибуллоев и пригласил в таджикский «Регар-ТадАЗ», в котором Силла провёл сезон. Затем играл за душанбинские команды «Энергетик» и «ЦСКА-Памир».
С 2015 года играл за киргизский клуб «Алай». В 2015 году с 17 голами стал лучшим бомбардиром чемпионата Кыргызстана и занял второе место в опросе по определению лучшего футболиста сезона. В феврале 2016 года в составе «Алая» играл в квалификационном раунде Кубка АФК. По итогам 2016 года снова стал лучшим бомбардиром чемпионата и занял второе место в опросе по определению лучшего нападающего сезона. В 2017 году в третий раз подряд стал лучшим бомбардиром чемпионата, повторив достижение Александра Мерзликина, установленное в 1996 году.
Получил от болельщиков «Алая» прозвище Кара Жорго (рус. чёрный скакун, вороной иноходец).
Одновременно играл в мини-футбол за ошский клуб EREM.
В мае 2018 года был дисквалифицирован на 10 игр за неспортивное поведение в матче против «Алги». Покинул «Алай» летом, не став продлевать контракт, и осенью подписал двухлетнее соглашение с тунисским клубом «Монастир».
Привлекался в молодёжную сборную Гвинеи. Отклонил предложение выступать за национальную команду Таджикистана.

## Личная жизнь
Родился в большой мусульманской семье, имеет сестру и трёх братьев. Отец работает над проектированием дорог в Гвинее, мать занимается торговлей в Марселе.
Кроме французского языка, владеет английским и русским, который освоил, пока жил в Москве. Учился на экономиста в МГУ и в перерывах между играми чемпионата Кыргызстана ездил сдавать сессию.

## Достижения

### Командные
Алай
- Чемпион Кыргызстана: 2015, 2016, 2017
- Финалист Кубка Кыргызстана: 2016, 2017
- Обладатель Суперкубка Кыргызстана: 2017[10], 2018

EREM
- Чемпион Кыргызстана по мини-футболу: 2016/17[11], 2017/18
- Обладатель Кубка Кыргызстана по мини-футболу: 2017/18[12]
- Обладатель Суперкубка Кыргызстана по мини-футболу: 2017[13]

### Личные
- Лучший бомбардир чемпионата Кыргызстана: 2015, 2016, 2017
- Лучший игрок Суперкубка Кыргызстана: 2017[10]
- Лучший игрок месяца в чемпионате Кыргызстана: март 2016, июнь 2016[14]